# Тбілісі (футбольний клуб)
«Тбілісі» (груз. თბილისი) — професіональний грузинський футбольний клуб з однойменного міста.

## Хронологія назв
- 1991: «Мерані-91» (Тбілісі)
- 2003: «Мерані-Олімпі» (Тбілісі)[1]
- 2003: ФК «Тбілісі»
- 2006: «Олімпі» (Руставі)
- 2008: розформування

## Історія
Заснований у 1991 році в місті Тбілісі під назвою «Мерані-91». У 1991 році клуб виступав у Лізі Регіоналі й здобув путівку до другої ліги грузинського чемпіонату. В сезоні 1991/92 років клуб дебютував у Лізі Пірвелі, а в 1996 році здобув путівку до Ліги Еровнулі. 2003 році об'єднався з «Олімпі» (Тбілісі), який був заснований Ніколозом Долідзе в 2002 році та вистувпав у Лізі Регіоналі, й утворив клуб «Мерані-Олімпі», проте того ж року клуби розділилися й команда виступала вже під назвою ФК «Тбілісі». У Лізі Еровнулі виступав 9 сезонів.
У сезоні 2006 року він повернувся на назви ФК «Олімпі» Тбілісі, а напередодні старту в Лізі Пірвелі об'єднався з ФК «Руставі» в «Олімпі» (Руставі), переїхавши в місто Руставі, того сезону команда виступала в Лізі Умаглесі, проте вже наступного року «Олімпі» (Руставі) розколовся, після чого команда вилетіла з елітного дивізіону грузинського чемпіонату до Ліги Пірвелі.

## Досягнення
- Ліга Еровнулі
  -  Бронзовий призер (1): 2004/05

- Кубок Грузії
  - 1/2 фіналу (3): 1996/97, 2000/01, 2004/05

## Статистика виступів

### У національних турнірах
| Сезон   | Ліга          | М. | Іг. | В  | Н | П | ЗМ | ПМ | О  | Кубок      | Європа                    | Примітки     | Тренер |
| ------- | ------------- | -- | --- | -- | - | - | -- | -- | -- | ---------- | ------------------------- | ------------ | ------ |
| 2003–04 | Ліга Еровнулі | 4  |     |    |   |   |    |    |    | 1/4 фіналу |                           | ФК «Тбілісі» |        |
| 2004–05 | Ліга Еровнулі | 3  | 36  | 21 | 6 | 9 | 60 | 40 | 69 | 1/2 фіналу | 2-й кваліфікаційний раунд | ФК «Тбілісі» |        |

### У єврокубках
- 1 Кв.р. = Перший кваліфікаційний раунд
- 2 Кв.р. = Другий кваліфікаційний раунд
- ОЧК = Коефіцієнт набраних очок

| Сезон   | Змагання        | Раунд    | Країна      | Клуб             | Рахунок  | ОЧК |
| ------- | --------------- | -------- | ----------- | ---------------- | -------- | --- |
| 1997    | Кубок Інтертото | Група    | Росія       | Торпедо (Москва) | 0-2      | 0.0 |
|         |                 | Група    | Австрія     | Рід              | 3-1      | 0.0 |
|         |                 | Група    | Греція      | Іракліс          | 0-2      | 0.0 |
|         |                 | Група    | Мальта      | Флоріана         | 5-0      | 0.0 |
| 2004/05 | Кубок УЄФА      | 1 Кв. р. | Азербайджан | Шамкір           | 1-0, 4-1 | 2.0 |
|         |                 | 2 Кв. р. | Польща      | Легія (Варшава)  | 0-1, 0-6 | 2.0 |

Загальна кількість набраних очок у таблиці коефіцієнтів УЄФА: 2.0

## Відомі гравці
- Акакі Девадзе (2004–05)
- Гогіта Гогуа (2003–05)
- Лаша Джакобія (2003)
- Сергі Орбеладзе (2004)